# Třída Bacolod City
Třída Bacolod City je třída výsadkových a logistických podpůrných lodí filipínského námořnictva. Celkem byly postaveny dvě jednotky této třídy. Jedná se o modifikovanou verzi americkou armádou provozované třídy Gen. Frank S. Besson, lišící se zejména instalací přistávací plochy pro vrtulník. Plavidla slouží zejména k přepravě nákladů a vojáků, přičemž jejich vlastnosti umožňují nasazení i v oblastech s nepříliš rozvinutou infrastrukturou. Sekundárně slouží také k výcviku, například pilotů vrtulníků.

## Stavba
Dvojice plavidel této třídy byla objednána roku 1992 v rámci americké vojenské pomoci. Plavidla byla postavena podle civilních standardů americkou loděnicí VT Halter Marine v Escatawpě ve státě Mississippi. Do služby byly přijaty v letech 1993–1994.
Jednotky třídy Bacolod City:
| Jméno                 | Spuštěna | Vstup do služby  | Status  |
| --------------------- | -------- | ---------------- | ------- |
| Bacolod City (LC-550) |          | 3. prosince 1993 | aktivní |
| Dagupan City (LC-551) |          | 23. června 1994  | aktivní |

## Konstrukce

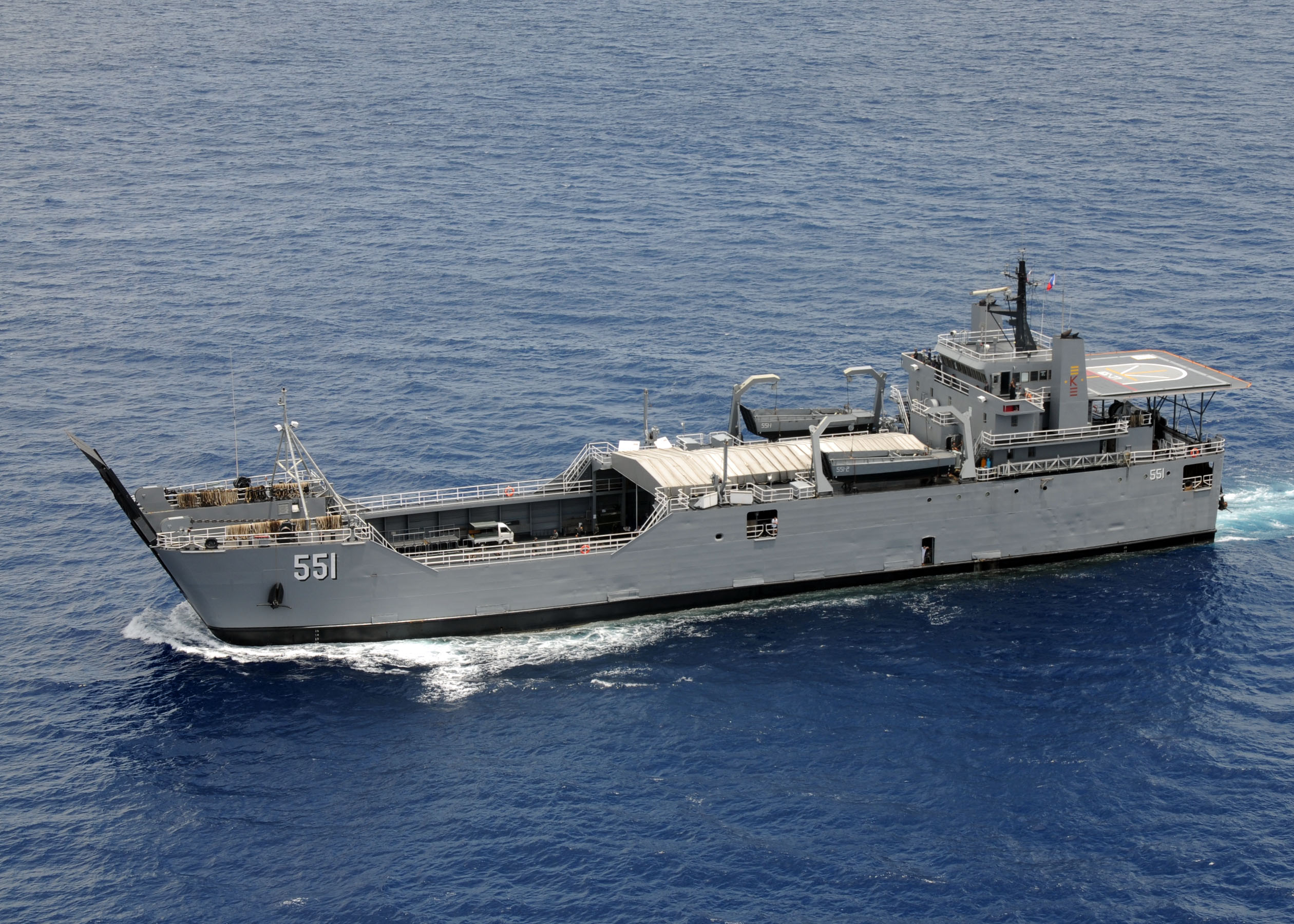
Dagupan City (LC 551)

Plavidla jsou vybavena příďovou nákladovou rampou. Mohou převážet 1815 tun nákladu, 48 standardizovaných kontejnerů, nebo až 150 vojáků. Výzbroj dle serveru Globalsecurity.org tvoří dva 20mm kanóny a dva 12,7mm kulomety. Plavidla jsou vybavena přistávací plochou pro vrtulník. Nedisponují hangárem. Pohonný systém tvoří dva diesely EMD 16-645E2, každý o výkonu 1950 hp, pohánějící dva lodní šrouby. Nejvyšší rychlost dosahuje 12,5 uzlu. Dosah činí 3400 námořních mil při rychlosti 11 uzlů.